# ناحية عقيربات
ناحية عقيربات إحدى نواحي سوريا تتبع إداريّاً لمحافظة حماة منطقة السلمية ومركزها بلدة عقيربات، بلغ تعداد سكان الناحية 21,004 نسمة حسب التعداد السكاني لعام 2004.

## بلدات وقرى ناحية عقيربات
أبو دالي، أبو حكفة، أبو الفشافيش، بستان صبيح، دكيلة، حمادي العمر (كوكب السويد)، الحانوتة، هداج، جني العلباوي، جب الأبيض (بيوض)، جب دكيلة، جروح، المخبوطة، مسعود، مشيرفة، النعيمية، مكيمن شمالي، عقيربات، القسطل، رسم العبد، رسم الأحمر، الرويضة، سوحا، تبارة الحمراء، طهماز، رسم البردقانة، رسم فخر.